# 下津醤油
下津醤油株式会社（しもづしょうゆ）は、三重県津市に本社・工場を置く日本の食品メーカーである。
醤油・調味液・たれ類の製造・販売を行っており、「業務用調味液」（海藻用等）と「三重県産原料使用の丸大豆醤油」が主力商品である。
ブランド名は、「キューボシ（久に点）」。

## 歴史
- 1856年（安政3年）- 下津家10代利兵衛が一身田で醤油・味噌の製造を始める。
- 1918年（大正7年）6月 - 「下津醤油株式会社」として会社法人化。資本金10万円。下津家12代利兵衛、代表取締役社長就任。
- 1925年（大正14年）11月 - 資本金30万円に増資。
- 1939年（昭和14年）1月 - 下津謙蔵、代表取締役社長就任。
- 1947年（昭和22年）1月 - 堀久八、代表取締役社長就任。
- 1948年（昭和23年）6月 - 資本金50万円に増資。
- 1951年（昭和26年）1月 - 下津泰蔵、代表取締役社長就任。
- 1953年（昭和28年）12月 - 資本金150万円に増資。
- 1958年（昭和33年）8月 - 台風7号により工場が浸水、被害甚大。
- 1959年（昭和34年）9月 - 台風15号（伊勢湾台風）により直接・間接の被害甚大。
- 1970年（昭和45年）1月 - 津醤油味噌製造協業組合、設立。
- 1974年（昭和49年）7月 - 大雨による志登茂川の氾濫で工場が浸水、被害甚大。
- 1975年（昭和50年）1月 - 下津和文、代表取締役社長就任。
- 1975年（昭和50年）6月 - 屋外諸味発酵タンク20kl×4本、完成。
- 1988年（昭和63年）10月 - 原料処理・麹室棟、第1作業棟、 屋外諸味発酵タンク50kl×5本、完成。
- 1990年（平成2年）10月 - 屋外諸味発酵タンク36kl×4本、完成。
- 1991年（平成3年）1月 - 圧搾棟、完成。
- 1992年（平成4年）10月 - 資本金600万円に増資。
- 1993年（平成5年）7月 - 伊勢醤油本舗株式会社へ出資。
- 1993年（平成5年）10月 - 資本金1000万円に増資。
- 1993年（平成5年）11月 - 屋外諸味発酵タンク36kl×4本、完成。
- 2000年（平成12年）11月 - 第2作業棟、ろ過・冷蔵庫棟、完成。
- 2003年（平成15年） - 代表取締役社長・下津和文、黄綬褒章受章。
- 2004年（平成16年）5月 - 下津醤油株式会社と津醤油味噌製造協業組合がISO9001認証取得。
- 2004年（平成16年）10月 - 事務所増築。
- 2008年（平成20年）3月 - 津醤油味噌製造協業組合、解散。
- 2008年（平成20年）11月 - 津北マックスバリュ店内に直営店「醤油屋利兵衛の台所」を出店。
- 2009年（平成21年）7月 - 工場内直売所、完成。
- 2009年（平成21年）10月 - 下津和文、代表取締役会長就任。下津浩嗣、代表取締役社長就任。
- 2011年（平成23年）1月 - 「醤油屋利兵衛の台所」閉店。
- 2012年（平成24年）1月 - 塩水溶解場、完成。
- 2012年（平成24年）3月 - 第1・第2作業場、改装。
- 2013年（平成25年）2月 - 小袋充填機、導入。
- 2013年（平成25年）4月 - 株式会社あかり屋へ出資（51%）。
- 2016年（平成28年）5月 - ISO22000取得。
- 2016年（平成28年）12月 - 諸味自動充填加温装置、設置。
- 2017年（平成29年）6月 - 下津醤油株式会社、設立100周年。
- 2018年（平成30年）6月 - 品質管理開発室、改装。

## 事業所
- 本社・工場
  - 三重県津市一身田町362番地

## 主な商品
- 業務用醤油
- 業務用調味液（海藻用・みりん干し用・数の子用等）
- 業務用たれ（焼き鳥用・スペアリブ用等）
- 丸大豆醤油です
- 魚が喜ぶこれ1本
- たままんま
- 卵焼き自慢になりました
- 鳥焼いて食ったらええやん